# Stella Am
Una stella Am, chiamata anche stella a linee metalliche, è una stella di tipo spettrale A il cui spettro mostra forti linee di assorbimento spesso variabili di alcuni metalli quali lo zinco, lo stronzio, lo zirconio e il bario, mostrando invece carenze di altri elementi, come il calcio e lo scandio. Queste anomalie si presentano quando alcuni elementi, che assorbono più radiazione, vengono spinti verso la superficie, mentre altri affondano a causa della forza di gravità verso le parti interne. Questo effetto avviene solamente se la stella ha una bassa velocità di rotazione. 
Normalmente, le stelle di tipo A ruotano su sé stesse piuttosto velocemente, ma di solito le stelle Am non lo fanno in quanto sono membri di un sistema binario in cui la rotazione stellare è stata rallentata dalle forze mareali causate dalla compagna.
La più nota stella Am è Sirio (α Canis Majoris). Nella seguente tabella sono elencate alcune stelle a linee metalliche in ordine decrescente di magnitudine apparente.
| Nome              | Designazione di Bayer o altra denominazione | Magnitudine apparente |
| ----------------- | ------------------------------------------- | --------------------- |
| Sirio             | α Canis Majoris                             | -1,47                 |
| Castore Ba        | α Geminorum Ba                              | +2,91                 |
| Deneb Algedi Aa   | δ Capricorni Aa                             | +3,2                  |
| Epsilon Serpentis | ε Serpentis                                 | +3,71                 |
| Mizar B           | ζ Ursae Majoris B                           | +3,95                 |
| Alfa Volantis     | α Volantis                                  | +4,00                 |
| Acubens A*        | α Cancri A                                  | +4,25                 |
| Alkurhah A        | ξ Cephei A                                  | +4,26                 |
| Mu Orionis Aa     | μ Orionis Aa                                | +4,31                 |
| Theta1 Crucis     | θ1 Crucis                                   | +4,33                 |
| Epsilon Ophiuchi  | ε Ophiuchi                                  | +4,63                 |
| Beta Horologii    | β Horologii                                 | +4,96                 |
| Alrisha B         | α Piscium B                                 | +5,23                 |
| Tau3 Gruis        | τ3 Gruis                                    | +5,72                 |
| 24 Ursae Minoris  | HD 166926                                   | +5,77                 |
| WW Aurigae*       | HD 46052                                    | +5,82                 |

* WW Aurigae e Acubens A sono stelle binarie dove entrambe le componenti sono stelle Am.